# Шарлас
Шарла́с (фр. Charlas, окс. Charlàs) — коммуна во Франции, находится в регионе Юг — Пиренеи. Департамент — Верхняя Гаронна. Входит в состав кантона Булонь-сюр-Жес. Округ коммуны — Сен-Годенс.
Код INSEE коммуны — 31138.

## География

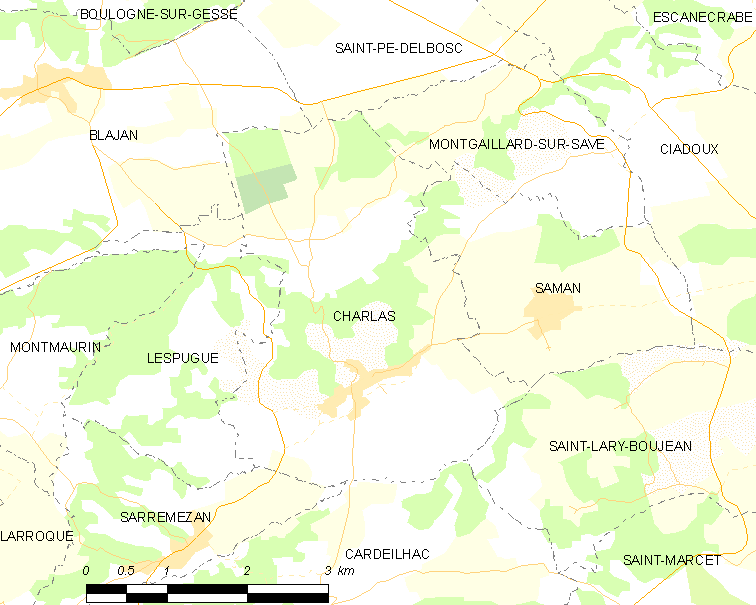
Карта коммуны

Коммуна расположена приблизительно в 640 км к югу от Парижа, в 75 км к юго-западу от Тулузы.
На севере коммуны протекает река Сав.

## Климат
Климат умеренно-океанический. Зима мягкая и снежная, весна характеризуется сильными дождями и грозами, лето сухое и жаркое, осень солнечная. Преобладают сильные юго-восточные и северо-западные ветры.

## Население
Население коммуны на 2010 год составляло 224 человека.
| 1962 | 1968 | 1975 | 1982 | 1990 | 1999 | 2010 |
| ---- | ---- | ---- | ---- | ---- | ---- | ---- |
| 286  | 249  | 222  | 221  | 196  | 189  | 224  |

## Администрация
| Период | Период | Фамилия        | Партия                   | Примечания |
| ------ | ------ | -------------- | ------------------------ | ---------- |
| 1959   | 2014   | Пьер Камбю     | Радикальная левая партия |            |
| 2014   | 2020   | Жан-Пьер Дюкло |                          |            |

## Экономика
В 2010 году среди 133 человек трудоспособного возраста (15—64 лет) 90 были экономически активными, 43 — неактивными (показатель активности — 67,7 %, в 1999 году было 76,1 %). Из 90 активных жителей работали 77 человек (44 мужчины и 33 женщины), безработных было 13 (6 мужчин и 7 женщин). Среди 43 неактивных 5 человек были учениками или студентами, 25 — пенсионерами, 13 были неактивными по другим причинам.